# 廈安站
廈安站位於台灣臺北市中正區，是臺北捷運萬大線（興建中）的捷運車站，位於台北市「南機場」地區。

## 車站概要
本站為地下車站，設島式月台1座，車站編號為LG03，站體設於西藏路與中華路二段交叉口東側，位於下崁廈安里及加蚋子忠勤里交界的南機場地區，近南機場夜市，由於南機場之知名度及文史意義皆較本站站名廈安高，本站命名曾引發社會討論（見#命名爭議）。

## 車站構造
地下二層車站，一個島式月台，兩個出入口。

### 車站樓層
| 地面      | 出入口             | 出入口                                    |
| 地下 一樓 | 大廳層             | 車站大廳、詢問處、自動售票機、驗票閘門    |
| 地下 一樓 | 大廳層             |                                           |
| 地下 一樓 | 大廳層             | 洗手間                                    |
| 地下 二樓 | 一月台             | ← 萬大樹林線 往中正紀念堂方向（植物園站） |
| 地下 二樓 | 島式月台，左側開門 |                                           |
| 地下 二樓 | 二月台             | 萬大樹林線 往莒光／迴龍方向（加蚋站）→    |

### 車站出口
| 出入口                      | 圖片 | 位置                         |
| --------------------------- | ---- | ---------------------------- |
| 出入口1                     |      |                              |
| 出入口2                     |      | 西藏路、南機場夜市、忠義國小 |
| 註： 設有電梯 \| 設有手扶梯 |      |                              |

## 歷史
- 附近的汀州路、莒光路口一帶曾設有台鐵堀江車站，故本站名稱亦曾擬為「堀江站」。
- 最初規劃原LG03站位於萬大路與西藏路，但遇民眾反對拆遷抗爭，原聯開站址居民組成反對聯開自救會，靠近西藏路的前一排住戶掛上抗議布條反對聯開，並於2012年5月31日至台北市議會抗議。捷運局為了解決原LG03聯開站址住戶糾紛，採用以地主開發意願高及利用公有土地的替代方案，把LG03站址東移至中華路與西藏路交叉口東北側（忠義國小附近），變更後的LG03與LG02（植物園站）地圖直線距離大約525公尺（但LG02和LG03並無主要幹道相連），與LG04（加蚋站）大約距離1,285公尺。雖然LG03站址屬中正區，實際上地理位置於萬華區和中正區交界（以中華路為分隔），一樣可以服務萬華區民眾。事後萬華區新安里、新忠里的里長爭取LG03移回原址，但土地取得困難的依舊存在。

### 預計時程
- 2025年12月31日：預定萬大-中和-樹林線第一期工程完工，通車時間未定。

## 命名爭議
本站位在西藏路地下，出口位於忠勤里和廈安里。忠勤里有知名的南機場公寓及南機場夜市，採用「廈安」為站名引起地方人士不滿，認為應該使用更能代表在地、具有深度文史意義且更廣為人知的「南機場」為站名。所持的理由是：南機場是全台灣最早的飛機場，從日本統治時代就興建，後續建設南機場公寓也成為全台灣最早的社會住宅，或稱眷村國宅區，如今更有南機場夜市美食聞名，其中美食也經CNN及米其林指南推薦。鄰近萬華中正區的居民也熟識「南機場」此名稱，新聞媒體出現的關鍵字及知名度南機場也遠比廈安多，相對的，在捷運命名之前，鮮少人知道"廈安"。在《捷運車站之命名》上，提及命名原則須符合：具有地方之辨識性、具地標顯著性或具歷史意義。因此有文史學者認為應採用屬於地標且具有歷史意義的「南機場」命名。。
2017年7月12日，有市民在台北市公共政策網路開放平台（i-Voting）上提案，要求開放命名「萬大線LG03站」之民眾參與權，一個月內獲得了3,083人附議通過。在收到提案後臺北市政府回覆，LG03站除因車站站體及聯合開發大樓均設置於廈安里外，另外附近13條公車路線均以「廈安里」為站牌名稱，經委員們討論後一致共識，「廈安里站」確具有交通、地標辨識性及地方民意多數共識，而為能強化更具有地方區域辨識性，範圍較寬廣，建議站名為「廈安」，並於2017年7月6日核定。但其相關機關回覆不符合民情與現實。LG03站體同時位於廈安里與忠勤里，命名原則無聯合開發大樓這因素。在交通上廈安里與南機場同樣有公車站，地標辨識性南機場明顯較高，多數民意傾向有歷史意義的南機場站，地方區域辨識性也是南機場站較高，範圍同樣是南機場較廣。相關機關回覆並不符合事實與命名原則。。
2019年3月19日，經i-Voting執行單位研考會召開多次會議討論，增訂「民眾得於公共政策網路參與平臺提供建議名稱，由主辦機關(構)彙整區公所及公共政策網路參與平臺之建議名稱後，提請捷運車站站名審查小組審議，並由民眾以網路投票方式，以得票數最高之名稱簽報市長同意後公告」之作業辦法，適用於未來新車站的命名、更名跟加註使用。但將來廈安站若提出更名申請，依市長裁示內容、及法不溯及既往原則，仍由2016年第4次修正的捷運車站命名要點的第五點，捷運車站站名的命名與更名作業程序辦理。

## 車站周邊
- 忠義國小
- 南機場公寓
- 南機場夜市
- 南機場樂活園地/食物銀行
- 南機場舊市場
- 青年公園
- 臺北市立圖書館西園分館、南機場借還書工作站、青年公園太陽能智慧圖書館

## 交通資訊

### 市區公車
- 廈安里：藍29、307西藏、604、223、12、20、670、253、671、249、673、212、212夜、212直、204、205、中山幹線
- 南機場公寓：12、223、20、212直、212夜、212、671、670、253、249、204、205、中山幹線

### 公共自行車
臺北市公共自行車租賃系統
- 莒光大埔街口
- 復華花園新城

## 外部連結
- 臺北大眾捷運股份有限公司 （页面存档备份，存于）
- 臺北市政府捷運工程局 （页面存档备份，存于）